# Pfarrkirche Noreia

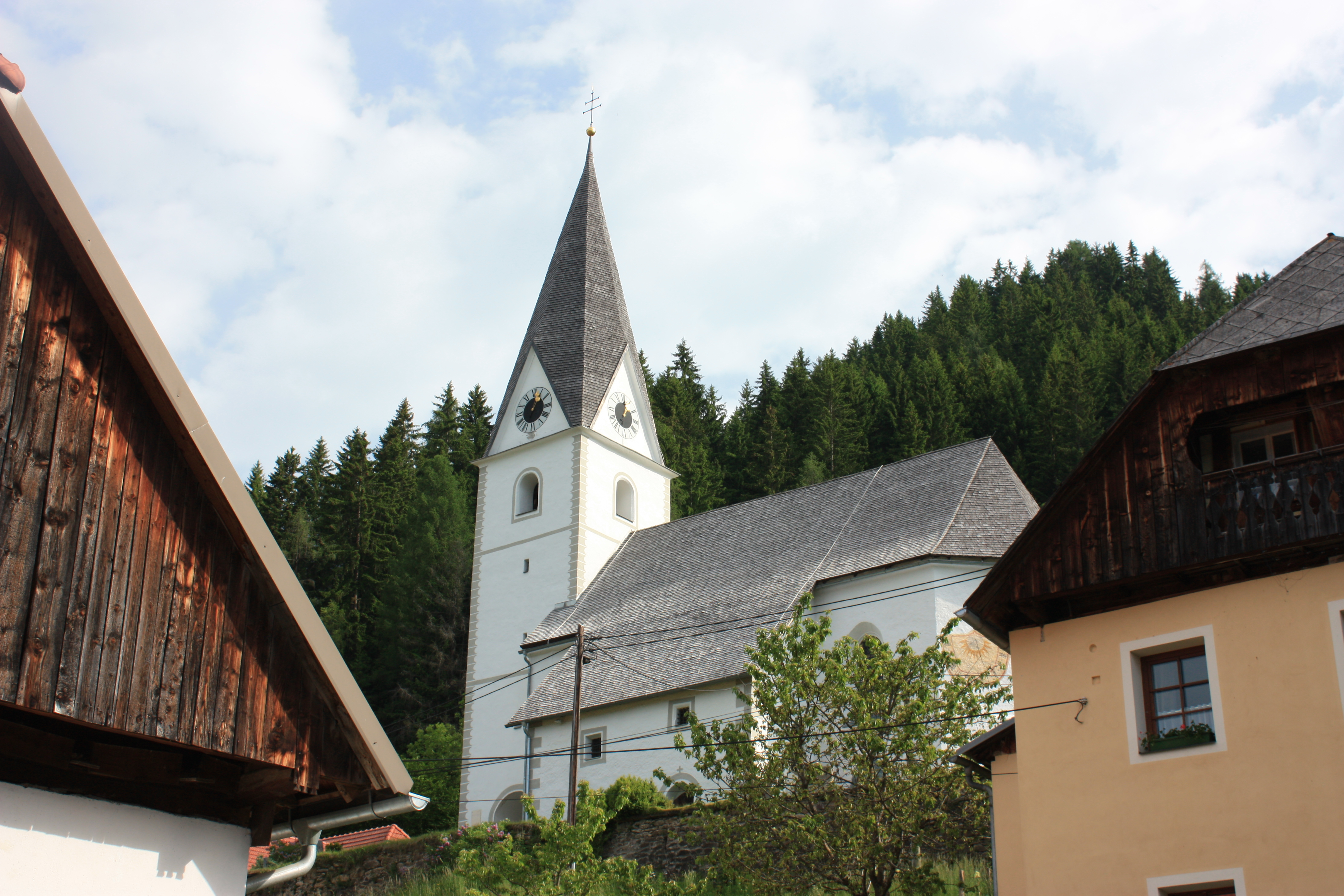
Katholische Pfarrkirche hl. Margareta in Noreia

Die Pfarrkirche Noreia steht in der Ortschaft Noreia in der Marktgemeinde Mühlen im Bezirk Murau in der Steiermark. Die der heiligen Margareta von Antiochia geweihte römisch-katholische Pfarrkirche gehört zum Dekanat Murau in der Diözese Graz-Seckau. Die Kirche und der Friedhof stehen unter Denkmalschutz (Listeneintrag).

## Geschichte
Die Kirche wurde urkundlich 1324 genannt. Der spätgotische Kirchenbau ohne Strebepfeiler wurde nach Bränden erneuert. Der Ort hieß bis 1928 ebenfalls St. Margarethen am Silberberg und wurde nach heute umstrittenen Bodenfunden nach der antiken norischen Stadt in Noreia umbenannt.
→ siehe auch: Noreia_(Noricum)

## Architektur
An das zweijochige Langhaus schließt ein einjochiger Chor mit einem Dreiachtelschluss an. Der Westturm mit einer offenen Turmhalle trägt einen achtseitigen Spitzhelm, am Turm sind zwei römische Inschriftsteine aus dem 1. Jahrhundert vermauert. Das Westportal mit einem Schulterbogen ist verstäbt und nannte 1515, die Tür hat einen Eisenbeschlag. Die Sakristei südlich am Langhaus ist zweijochig und kreuzgratgewölbt und zeigt an der Ostseite Reste eines gotischen Portals.
Die ehemals gotischen Gewölbe wurden mit Stuckfeldern mit Eierstabrahmung barockisiert. Bei allen gotischen Fenstern wurde das Maßwerk entfernt. Die hölzerne Westempore zeigt die Bilder Cäcilia und David. In der nordöstlichen Chorschräge befindet sich eine Sakramentsnische mit Spitzbogen und Dreipass und einem einfachen Gitter, die Umrahmung wurde barock verändert. Das gotische Sakristeiportal ist rundbogig, die Tür hat einen Eisenbeschlag.

## Ausstattung
Der Hochaltar aus dem zweiten Viertel des 18. Jahrhunderts hat Umgangsportale. Die Seitenaltäre um 1720 zeigen Laub- und Bandlwerkornament. Der linke Seitenaltar als sogenannter Mariazeller-Altar trägt die Statuen Johannes der Täufer und Anna selbdritt aus dem 17. Jahrhundert. Die Kanzel ist aus dem Anfang des 18. Jahrhunderts.
Der runde wohl spätgotische Taufstein hat eine klassizistische Bekrönung.
Es gibt einen Grabstein aus Eisenguss aus 1842.